# Bamberg
Bamberg (srednjeveško Babenberg, bamberško Bambärch) je univerzitetno mesto (z Univerzo v Bambergu) in nekaj nad 70.000 prebivalci v Nemčiji, natančneje na zgornjem Frankovskem oz. na severnem Bavarskem, ob reki Regnitz blizu njenega sotočja z reko Majno. 
Je okrožno mesto v bavarskem upravnem okrožju Zgornja Frankovska in kraj okrajne pisarne Bamberg. Je univerzitetno, izobraževalno in upravno središče, sedež višjega deželnega sodišča, pomembno gospodarsko središče Zgornje Frankonije in sedež istoimenske nadškofije. Najbolj znana zgradba je štiristolpna Bamberška stolnica, ena od nekdanjih cesarskih stolnic.
Mesto je v državnem načrtovanju označeno kot zgornje središče zahodne Zgornje Frankovske in spada v metropolitansko območje Nürnberga. Bamberg je s približno 78.000 prebivalci največje mesto v Zgornji Frankovski, z okolico pa šteje okoli 120.000 ljudi..
Staro mesto (Altstadt) je eno največjih v večini ohranjenih nedotaknjenih zgodovinskih mestnih središč v Nemčiji in je od leta 1993 vpisano kot seznam svetovne dediščine na seznam Unesca. Poleg tega je Bamberg po vsem svetu znan po svoji raznoliki tradiciji piva, pa tudi po tradicionalnih vrtnarskih podjetjih z velikimi površinami sredi mesta.

## Zgodovina
Knezoškof Bamberga 1245–1802
Elektorat Bavarske 1802–1805

Bavarsko kraljestvo 1806–1871

 Nemško cesarstvo 1871–1918

 Weimarska republika 1918–1933

 Tretji rajh 1933–1945

Zasedena Nemčija 1945–1949

 Zahodna Nemčija 1949–1990

 Nemčija 1990–danes

V obdobju po rimskih stoletjih nemškega preseljevanja in naselitve so območje, vključeno v Bamberško škofijo, so ga večinoma naselili Slovani. Mesto, ki je bilo prvič omenjeno leta 902, je zraslo ob gradu Babenberch, ki je dalo ime družini Babenberg. Po njihovem izumrtju je prešel v saško hišo. Območje so pokristijanili v glavnem menihi benediktinske opatije Fulda, dežela pa je bila pod duhovno oblastjo škofije v Würzburgu.
Leta 1007 je sveti rimski cesar Henrik II. iz Bamberga naredil družinsko dediščino in sedež ločene škofije. Namen cesarja je bil ta, da bi škofija v Wurzburgu postala manj ohlapna in dala krščanstvu čvrstejše korake v okrožjih Frankovske, vzhodno od Bamberga. Leta 1008 so po dolgih pogajanjih s škofi v Würzburgu in Eichstättu, ki naj bi odstopili dele svojih škofij, določili meje nove škofije, istega leta je papež Janez XVIII. podelil papeško bulo. Henrik II. je ukazal zgraditi novo stolnico, ki je bila posvečena 6. maja 1012. Cerkev je obogatela s papeževim darilom in Henrik jo je posvetil v njegovo čast. Leta 1017 je Henrik v bližini Bamberga, na Michaelsbergu, ustanovil tudi samostan Michaelsberg, benediktinski samostan za šolanje duhovščine. Cesar in njegova žena Kunigunda sta novi škofiji podarila velike posvetne posesti in dobila veliko privilegijev, iz katerih je rasla posvetna moč škofa. Papež Benedikt VIII. je leta 1020 obiskal Bamberg, da bi se srečal z Henrikom II. in razpravljal o Svetem rimskem cesarstvu. Medtem ko je bil tu, je škofijo postavil v neposredno odvisnost od Svetega sedeža. Osebno je posvetil tudi nekatere bamberške cerkve. Za kratek čas je bil Bamberg središče Svetega rimskega cesarstva. Henrik in Kunigunda sta bila pokopana v stolnici.
Od srede 13. stoletja naprej so bili knezoškofi cesarstva in so vladali Bambergu ter nadzirali gradnjo monumentalnih stavb. Leta 1248 in 1260 so pridobili velike dele posesti meranskih grofov, deloma z nakupom in deloma s prisvojitvijo ukinjenih fevdov. Stara Bamberška škofija je bila sestavljena iz neprekinjenega ozemlja, ki sega od Schlüsselfelda v severovzhodni smeri do Franconskega gozda, poleg tega pa je posedovala posestva Koroške in Salzburške vojvodine, v Nordgauu (sedanji Zgornji Pfalz), v Turingiji in ob Donavi. S spremembami, ki so bile posledica reformacije, se je območje  zmanjšalo za skoraj polovico. Od leta 1279 je grb mesta Bamberg znan v obliki pečata.
Sojenje čarovnicam v 17. stoletju  v Bambergu je zahtevalo približno tisoč žrtev in doseglo vrhunec med letoma 1626 in 1631 pod vladavino knezoškofa Johanna Georga II. Fuchsa von Dornheim. Znameniti Drudenhaus (čarovniški zapor), zgrajen leta 1627, danes ne stoji več; vendar ostajajo podrobni izkazi nekaterih primerov, kot je na primer Johannes Junius.
Leta 1647 je bila ustanovljena Univerza v Bambergu kot Academia Bambergensis.
Bambrzy (Posen Bambergers) so nemški Poljaki, ki izhajajo iz naseljencev iz območja Bamberga, ki so se v letih 1719–1753 naselili v vaseh okoli Poznana.
Leta 1759 so bile posesti in pristojnosti škofije v Avstriji prodane tej državi. Ko je prišlo do sekularizacije cerkvenih zemljišč (1802), je škofija zajela 3305 km² in imela 207.000 prebivalcev. Bamberg je tako izgubil neodvisnost leta 1802, leta 1803 pa je postal del Bavarske.
Bamberg je bil prvič povezan z nemškim železniškim sistemom leta 1844, ki je bil od takrat pomemben del njegove infrastrukture. Potem ko je komunistična vstaja v letih po prvi svetovni vojni prevzela nadzor nad Bavarsko, je državna vlada zbežala v Bamberg in tam ostala skoraj dve leti, preden so bavarsko prestolnico München zasedle enote Freikorps. Prva republiška ustava Bavarske je bila sprejeta v Bambergu in je postala znana kot Bamberger Verfassung (Bamberška ustava).
Februarja 1926 je Bamberg služil kot prizorišče Bamberške konference, ki jo je sklical Adolf Hitler v poskusu krepitve enotnosti in dušenja nestrinjanja znotraj takrat mlade nacistične stranke. Bamberg je bil izbran zaradi svoje lokacije v Zgornji Frankovski, razmeroma blizu rezidenc članov disidentskih severno nacističnih frakcij, vendar še vedno na Bavarskem.
Leta 1973 je mesto praznovalo 1000-letnico ustanovitve.

## Geografija
Bamberg leži v Frankovski, 63 km severno od Nürnberga po železnici in 101 km vzhodno od Würzburga, prav tako po železnici. Leži ob reki Regnitz, 3 km, preden se ta izliva v glavno reko Majno.
Njegovo geografijo oblikujeta Regnitz in vznožje Steigerwalda, ki je del nemškega gorja. Od severovzhoda do jugozahoda je mesto razdeljeno najprej na ravnico Regnitz, nato en velik in več majhnih otokov, ki jih tvorita dva kraka Regnitza (Inselstadt) in na koncu del mesta na hribih, grajsko mesto (Bergstadt).

### Sedem gričev Bamberga
Bamberg se razprostira na sedmih gričih, od katerih je vsak kronan z lepo cerkvijo. To je pripeljalo do tega, da se Bamberg imenuje frankovski Rim - čeprav med turističnimi vodiči kroži šala, da Rim imenuje italijanski Bamberg. Griči so Stolnica, Michaelsberg, Kaulberg / Obere Pfarre, Stefansberg, Jakobsberg, Altenburger Hill in Abtsberg.

### Podnebje
Podnebje na tem območju ima rahle razlike med najvišjimi in najnižjimi padavinami, padavine pa so ustrezne vse leto. Podtipa Köppenove razvrstitve za to podnebje je "Cfb" (podnebje morske zahodne obale / oceansko podnebje), z določenim kontinentalnim vplivom, na kar kažejo povprečne zimske nočne temperature precej pod ničlo.

## Znamenitosti
Staro mesto Bamberg je navedeno kot Unescova svetovna dediščina, predvsem zaradi njegovega pristnega srednjeveškega videza. Mesto je leta 2005 ustanovilo dokumentacijski center za podporo dejavnosti svetovne dediščine. Nekatere glavne znamenitosti so:
- Bamberška stolnica (1237) z grobnicami cesarja Henrika II. in papeža Klementa II.
- Alte Hofhaltung, rezidenca škofov v 16. in 17. stoletju
- Neue Residenz, rezidenca škofov po 17. stoletju
- Bamberška državna knjižnica v Novi rezidenci
- Stara mestna hiša (1386), zgrajena sredi reke Regnitz, dostopna preko dveh mostov
- Klein-Venedig ('Male Benetke'), kolonija ribiških hiš iz 19. stoletja ob enem bregu reke Regnitz
- Samostan Michaelsberg, zgrajen v 12. stoletju na enem od bamberških "Sedmih gričih"
- Altenburg, grad, nekdanja rezidenca škofov

### Stolnica
Bamberška stolnica je pozno  romanska stavba s štirimi stolpi. Leta 1004 jo je ustanovil cesar Henrik II., dokončal leta 1012 in bila  posvečena 6. maja 1012. Pozneje leta 1081 jo je delno uničil požar. Nova stolnica, ki jo je zgradil sveti Otto Bamberški, je bila posvečena leta 1111 in je v 13. stoletju dobila današnjo poznoromansko– zgodnje gotsko obliko.
Stolnica je dolga 94 m, 28 m široka, 26 m visoka, s štirimi stolpi, ki so visoki približno 81m. Vsebuje veliko zgodovinskih umetniških del, kot so marmornati grob ustanovitelja in njegove žene, ki velja za eno največjih umetnin kiparja  Tilmana Riemenschneiderja in je bil izklesan med letoma 1499 in 1513. Drug zaklad stolnice je konjeniški kip znan kot Bamberški jezdec (Der Bamberger Reiter). Koga prikazuje ni jasno in najverjetneje sega v drugo četrtino 13. stoletja. Kip služi tudi kot simbol mesta Bamberg.

### Nova rezidenca
Neue Residenz (Nova rezidenca) (1698–1704) so sprva zasedali knezoškofi, od leta 1864 do 1867 pa odstranjeni kralj Oto Grški. Njegov Rosengarten (Rožni vrt) gleda na mesto. Ima več kot 4500 vrtnic.

### Altenburg
Altenburg stoji na najvišjem od sedmih bamberških gričev. Prvič je bil omenjen leta 1109. Med letoma 1251 in 1553 je bil rezidenca bamberških škofov. Leta 1553 ga je uničil Albert Alcibiades, mejni grof Brandenburga-Kulmbacha, po manjših popravilih so ga uporabili le kot zapor in je vse bolj propadal.
Leta 1801 je grad kupil A. F. Marcus in ga v celoti popravil. Njegov prijatelj, znani nemški pisatelj E. T. A. Hoffmann, ki ga je zgradba zelo navdušila, je tam nekaj časa živel. Naslednji lastnik Anton von Greifenstein je leta 1818 ustanovil združenje za reševanje gradu. Ta družba še danes vzdržuje celotno lastnino. V Altenburgu je danes restavracija.

### Drugo
Druge cerkve so Jakobskirche, romanska bazilika iz 11. stoletja; St. Martinskirche; Marienkirche ali Obere Pfarrkirche (1320–1387), ki je zdaj obnovljena v prvotnem čistem gotskem slogu. Michaelskirche  romanska iz 12. stoletja (obnovljena) na Michaelsbergu je bila nekdaj cerkev benediktinskega samostana Michaelsberg, ki je bil sekulariziran leta 1803 in zdaj vsebuje Bürgerspital ali ubožnico ter muzejske in občinske umetniške zbirke.
Od mostov, ki so povezovali odseke spodnjega mesta, je bil Obere Brücke dokončan leta 1455. Na polovici tega otoka je Rathaus ali mestna hiša (obnovljena 1744-1756). V liceju, ki je bil nekdaj jezuitski kolegij, je muzej naravoslovja. Stara palača (Alte Hofhaltung) je bila zgrajena leta 1591 na mestu stare rezidence grofov Babenberških. Spomeniki so Maksimilijanov vodnjak (1880) s kipi bavarskega kralja Maksimilijana I., cesarja Henrika II. in njegove žene, Konrada III. in svetega Otta, škofa v Bambergu.
Pod mestom so tudi predori. Prvotno so bile konstruirani kot rudniki, ki so dobavljali peščenjak, ki ga je bilo mogoče uporabiti za gradnjo ali kot čistilno sredstvo. Rudarstvo se je končalo leta 1920, vendar je ostalo 12,1 km predorov. Predori so bili med drugo svetovno vojno uporabljeni kot zavetišče pred zračnimi napadi. Del mreže je mogoče obiskati na vodenem ogledu.

## Pivo
Bamberg je znan po dimljenem pivu (nemško Rauchbier) in je dom devetih pivovarn, Brauerei Fässla, Brauerei Greifenklau, Brauerei Heller-Trum (Schlenkerla), Brauerei Kaiserdom, Keesmann Bräu, Klosterbräu, Mahrs Bräu in Brauerei Spezial. Le Schlenkerla in Spezial uporabljata tradicionalen, dodelan način dimljenja slada. Leta 2017 je organizacija Slow Food ta dva Rauchbiera vključila v svoj mednarodni katalog ogrožene dediščine Ark of Taste (skrinja okusa)., da bi prispevala k ohranitvi starega načina proizvodnje.
Vsako leto avgusta je petdnevna Sandkerwa, proščenje, ki ga praznujejo s pivom.

## Pobratena mesta
Bamberg je pobraten z: 
- Bedford, Združeno kraljestvo
- Esztergom, Madžarska
- Feldkirchen na Koroškem, Avstrija
- Praga, Češka
- Rodez, Francija
- Beljak, Avstrija
- Fredonia, New York, ZDA
- Nagaoka, Nigata, Japonska

## Galerija
- Stara mestna hiša
- Stara mestna hiša z mostovoma
- "Little Venice"
- "Little Venice"
- St Martin in tržnica
- Neue Residenz ("Nova Rezidenca" knezoškofa)
- Rožni vrt pri Neue Residenz
- Rožni vrt
- Cerkev sv. Jakoba
- Bamberške strehe
- Glasbeni paviljon v parku Hain, Bamberg
- Bamberški Altenburg